# دانشگاه کاونتری
دانشگاه کاونتری (به انگلیسی: Coventry University)، یک دانشگاه تحقیقاتی دولتی در کاونتری انگلستان است. ریشهٔ دانشگاه کاونتری را می‌توان در تأسیس مدرسه هنر و طراحی کاونتری در سال ۱۸۴۳ جستجو کرد. این دانشگاه از سال ۱۹۷۰ تا ۱۹۸۷ به عنوان پلی تکنیک لانچستر شناخته می‌شد و سپس به عنوان پلی تکنیک کاونتری نامیده شد تا اینکه قانون آموزش عالی و تکمیلی در سال ۱۹۹۲ وضعیت آن را به دانشگاه تغییر داد. در نتیجه نام آن به صورت دانشگاه کاونتری درآمد.
دانشگاه کاونتری با بیش از ۲۹۰۰۰ دانشجوی کارشناسی و تقریباً ۶۰۰۰ دانشجوی تحصیلات تکمیلی در سال ۲۰۱۹، بزرگ‌تر از دیگر دانشگاه شهر کاونتری یعنی دانشگاه واریک است. این دانشگاه سریع‌ترین میزان رشد را در میان دانشگاه‌های بریتانیا دارد و ششمین دانشگاه بزرگ کشور و چهارمین دانشگاه بزرگ خارج از لندن است. دانشگاه کاونتری دارای دو پردیس اصلی است: یکی در مرکز کاونتری که عمده فعالیت‌ها در آن واقع شده‌است، و دیگری در مرکز لندن که بر دوره‌های تجاری و مدیریت تمرکز دارد.
دانشگاه کاونتری همچنین مؤسسات آموزش عالی CU Coventry , CU Scarborough و CU London را اداره می‌کند که همگی خود را به عنوان «جایگزینی برای جریان اصلی آموزش عالی» معرفی می‌کنند. چهار دانشکده، که از گروه‌های آموزشی مختلفی تشکیل شده‌اند حدود ۳۰۰ رشته دوره کارشناسی و کارشناسی ارشد را برگزار می‌کنند. در این دانشگاه ۱۱ مرکز تحقیقاتی وجود دارد که در زمینه‌های مختلف از آگرواکولوژی و مطالعات صلح گرفته تا حمل و نقل آینده تخصص دارند. در سال ۲۰۱۷، این دانشگاه موفق به کسب نشان طلایی در چارچوب تعالی تدریس (TEF) شد. دانشگاه کاونتری یکی از اعضای گروه اتحاد دانشگاه است.

## نگارخانه

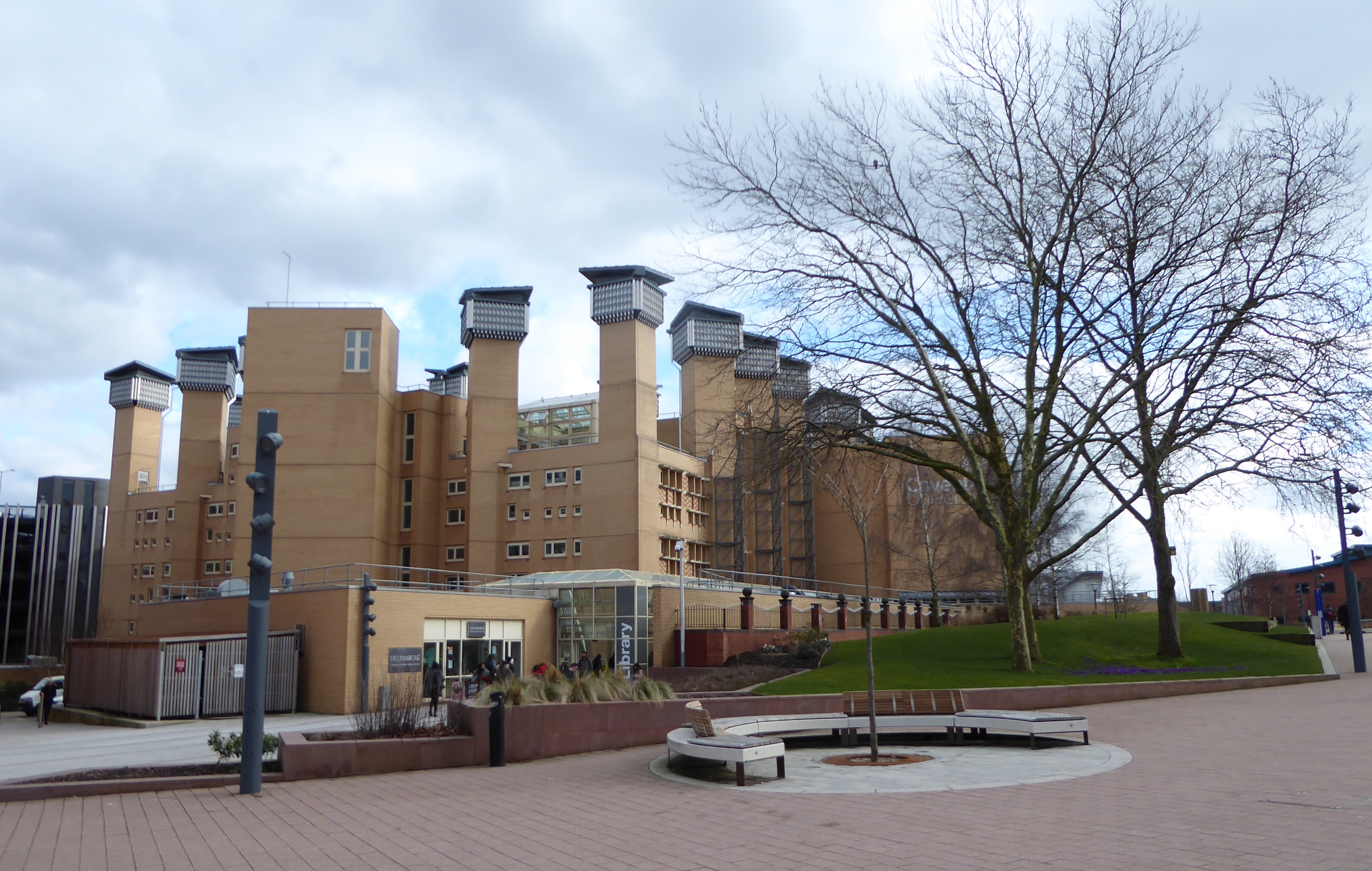
کتابخانه دانشگاه
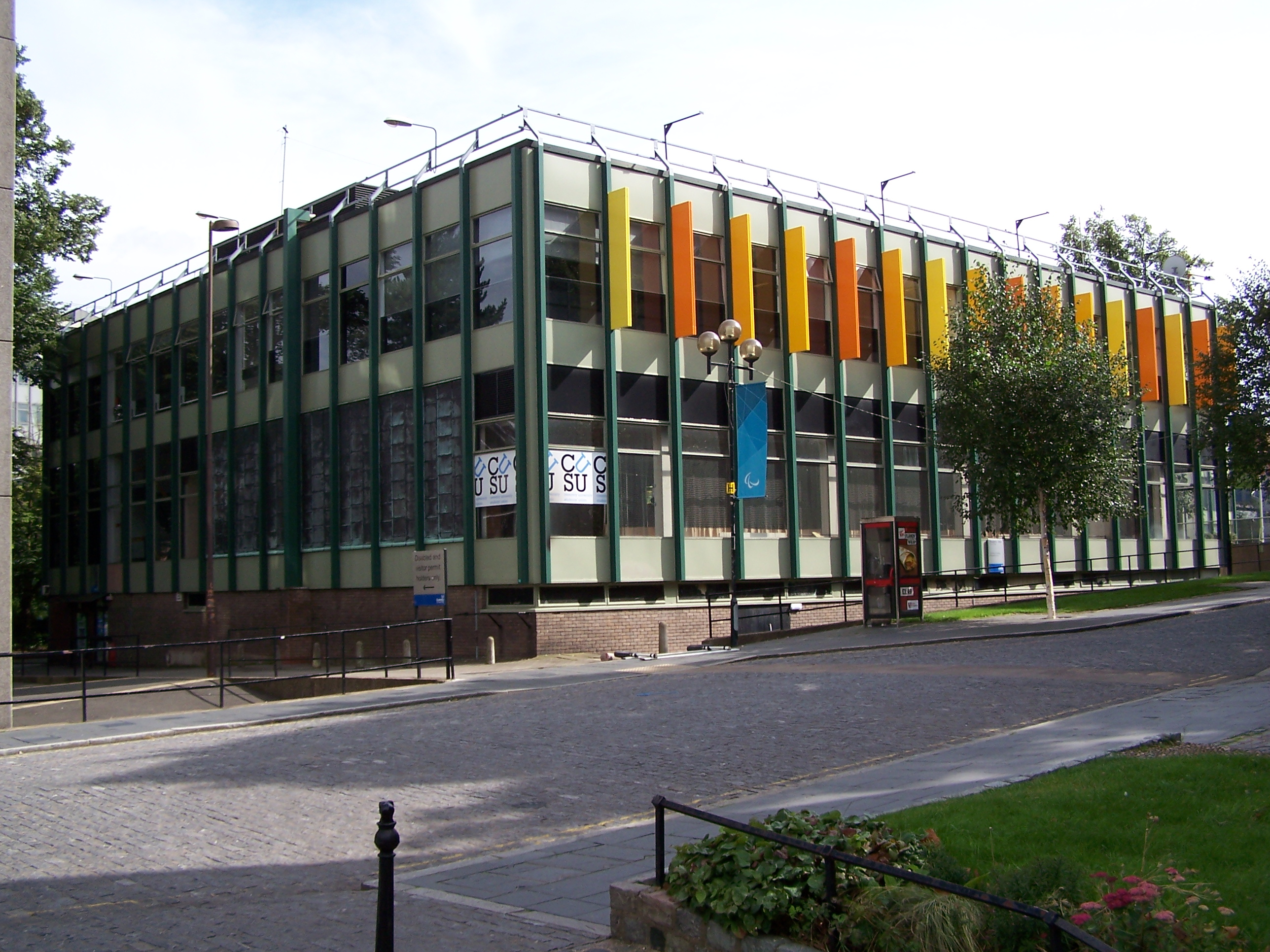
ساختمان Priory که برای دوره‌های پیش از دانشگاه از آن استفاده می‌شود
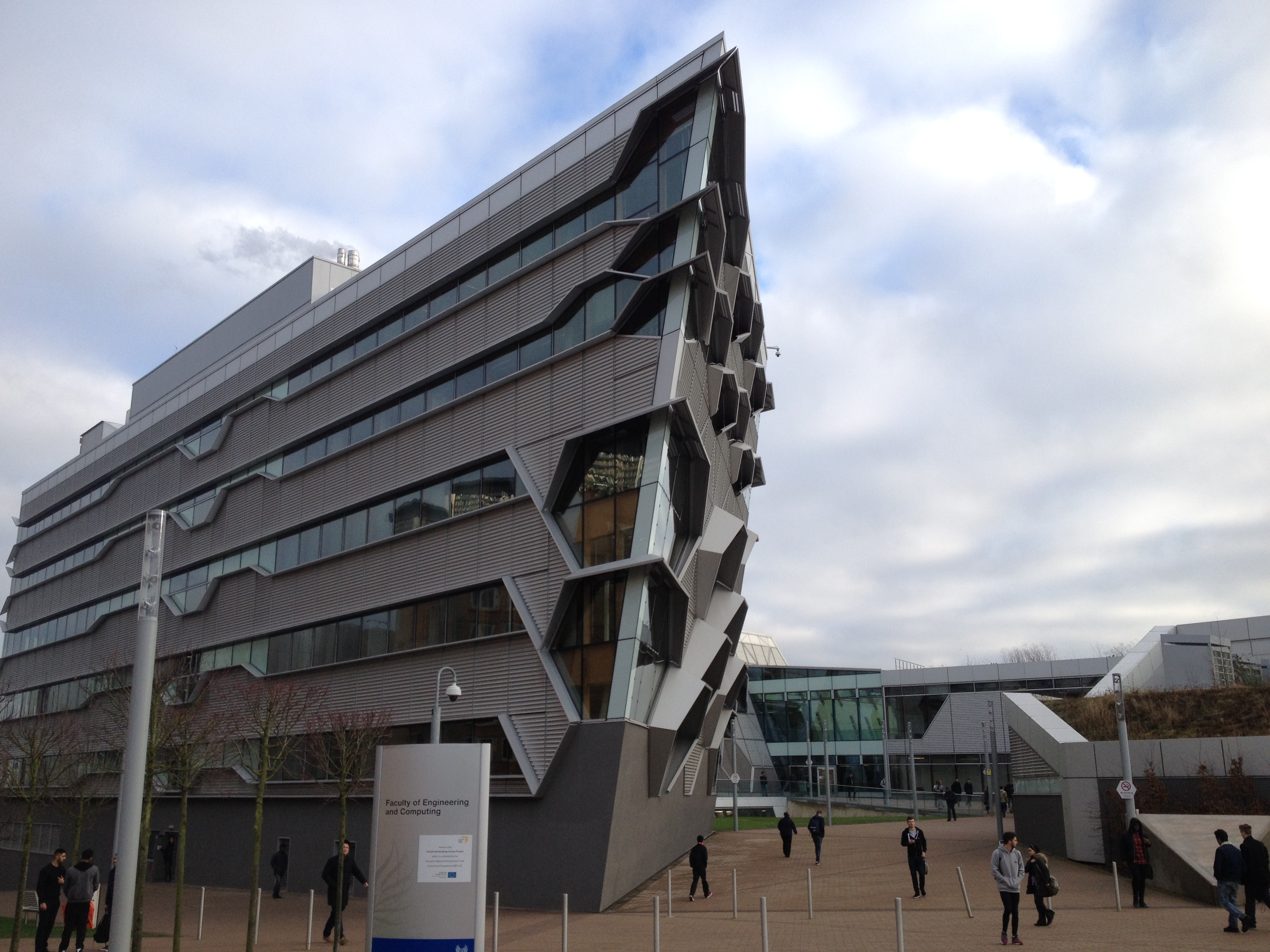
دانشکده مهندسی